# Pardosinae
Pardosinae Simon, 1898 è una sottofamiglia di ragni appartenente alla famiglia Lycosidae.

## Caratteristiche
Sono ragni di grandezza fra media e grande, da 5 a 20 millimetri. Il cefalotorace ha pars cephalica molto più alta degli altri generi di Lycosidae, e con i lati quasi verticali; nella maggior parte delle specie le zampe sono sottili.
L'embolo ha la forma di una lunga spina ricurva.
l'apofisi mediana è spessa e ben sclerotizzata; l'apofisi terminale ha la forma di un dente ed è situata retrolateralmente sulla palea.
L'epigino ha una struttura mediana a forma di "T" rovesciata.. 

## Distribuzione
I quindici generi oggi noti di questa sottofamiglia sono diffusi globalmente in tutto il mondo.

## Tassonomia
Attualmente, a dicembre 2021, è costituita da 15 generi:
1. Acantholycosa Dahl, 1908 - Russia, Kazakistan, Regione paleartica, USA, Canada
2. Algidus Simon, 1898 - Venezuela
3. Artoriellula Roewer, 1960 - Sudafrica, Celebes
4. Bristowiella Saaristo, 1980 - Isole Comore, Isole Seychelles, Isola di Aldabra
5. Caspicosa Ponomarev, 2007 - Russia, Kazakistan
6. Draposa Kronestedt, 2010 - Asia sudorientale, India, Cina
7. Dzhungarocosa Fomichev & Marusik, 2017 - Kazakistan
8. Foveosa Russell-Smith, Alderweireldt & Jocqué, 2007 - Africa
9. Gulocosa Marusik, Omelko & Koponen, 2015, 2015 - Russia
10. Melecosa Marusik, Omelko & Koponen, 2015 - Kazakhstan, Kirghizistan, Cina
11. Mongolicosa Marusik, Azarkina & Koponen, 2004 - Mongolia, Russia, Cina
12. Pardosa C. L. Koch, 1847 - cosmopolita
13. Pyrenecosa Marusik, Azarkina & Koponen, 2004 - Francia, Spagna, Svizzera, Andorra
14. Sibirocosa Marusik, Azarkina & Koponen, 2004 - Russia, Kazakistan, Kyrgyzstan, Cina
15. Wadicosa Zyuzin, 1985 - Regione paleartica